# Fort de Hoşap
Le Fort de Hoşap (en turc Hoşap kalesi) est une forteresse en ruines érigée sur une colline escarpée, à une soixantaine de kilomètres de Van sur la route de Başkale dans le canton de Hoșap et près de la rivière éponyme qui coule à ses pieds.  

## Histoire
Le fort a été construit en 1643 par Sari Süleyman, chef du peuple mahmoudi. L’architecte aurait été un certain Tilma ; les guides du site ne manquent jamais de raconter par tradition qu’il eut les mains coupées par le seigneur du château pour qu’il ne reproduise jamais nulle part le même ouvrage. Le gouverneur (beylerbey) de Van, Mehmet Emin Pacha, attaqua au canon le château en 1644 et fit un siège qui dura près d’un mois mais la forteresse résista.

## Galerie

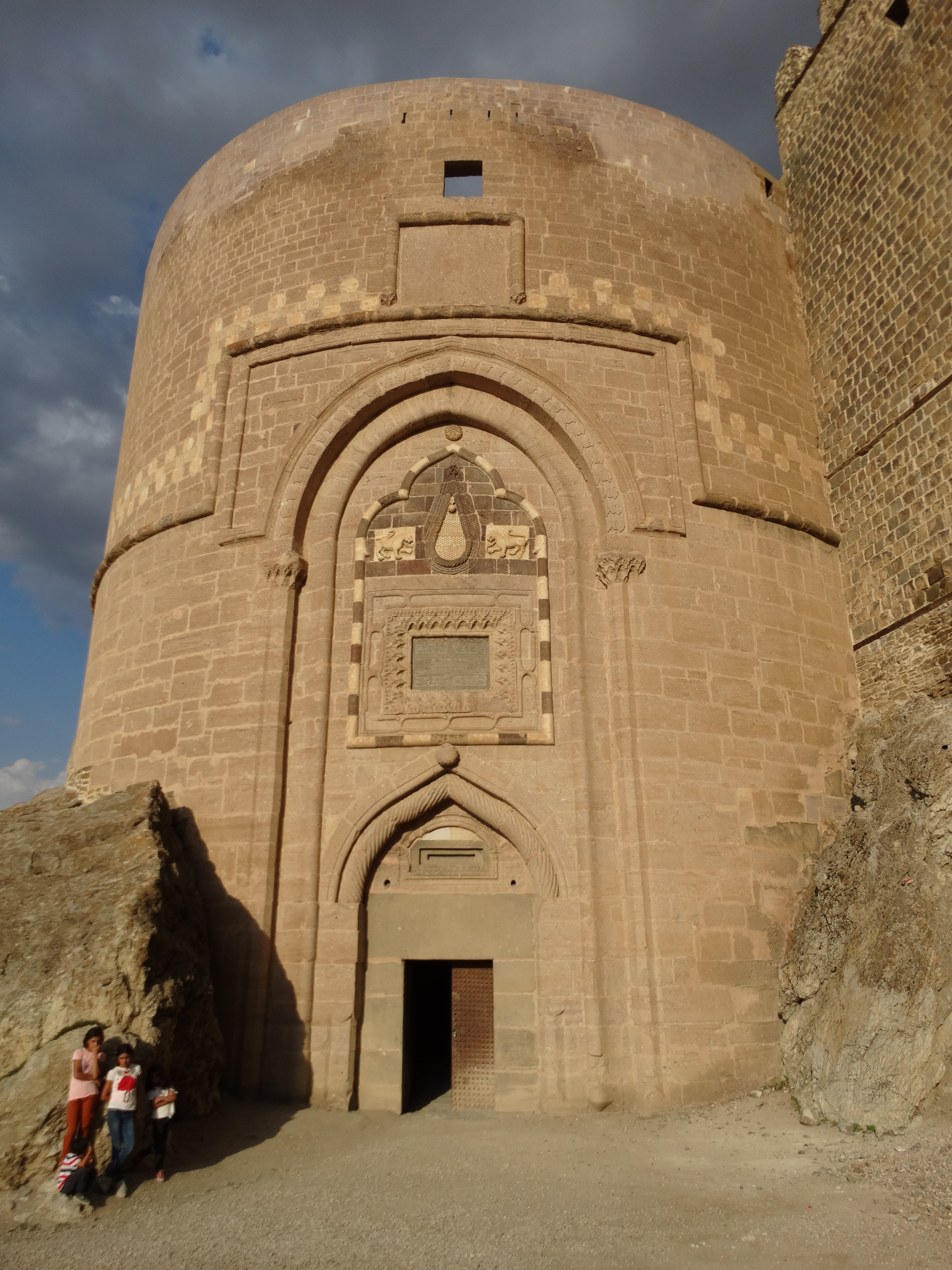
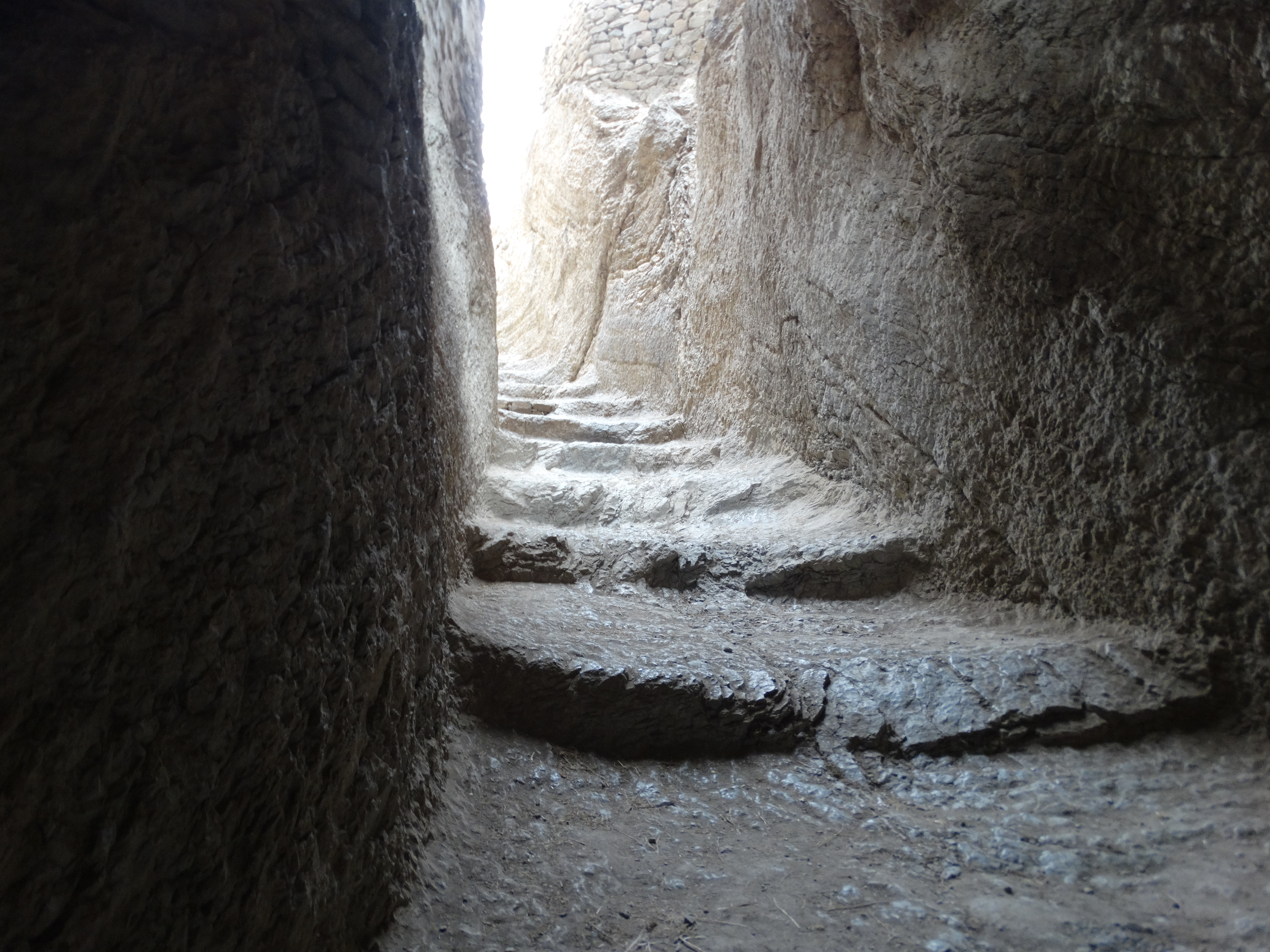
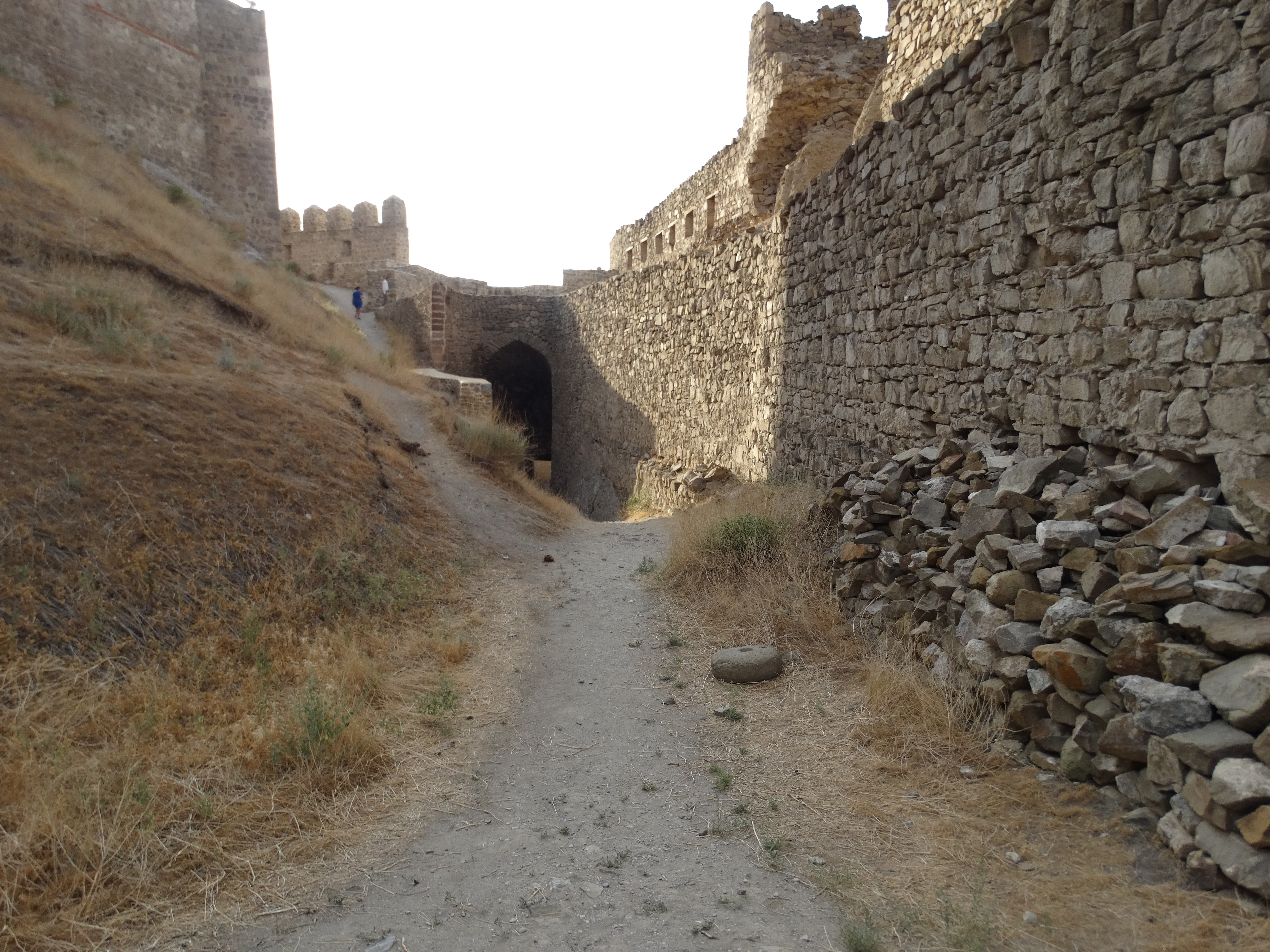
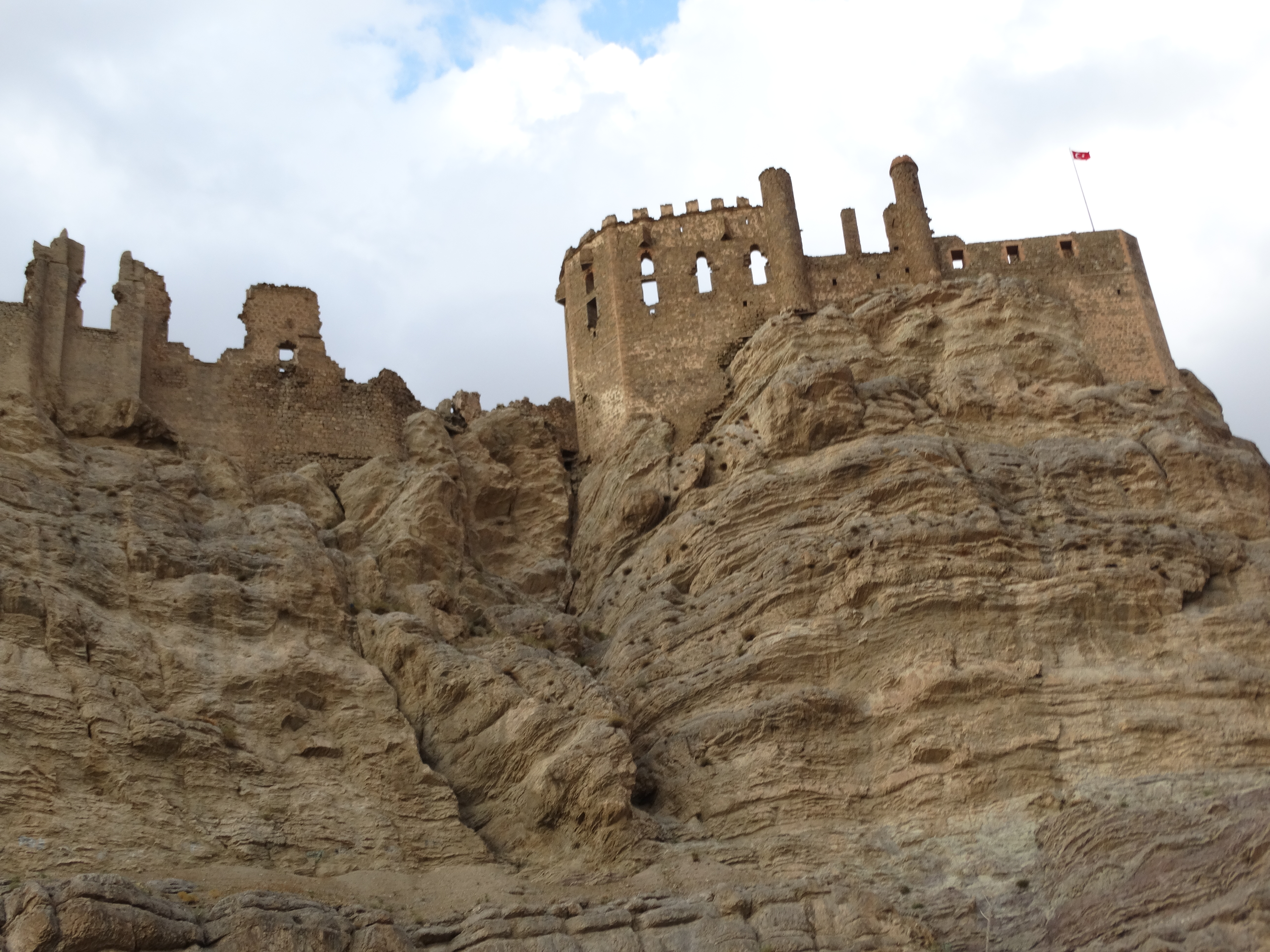
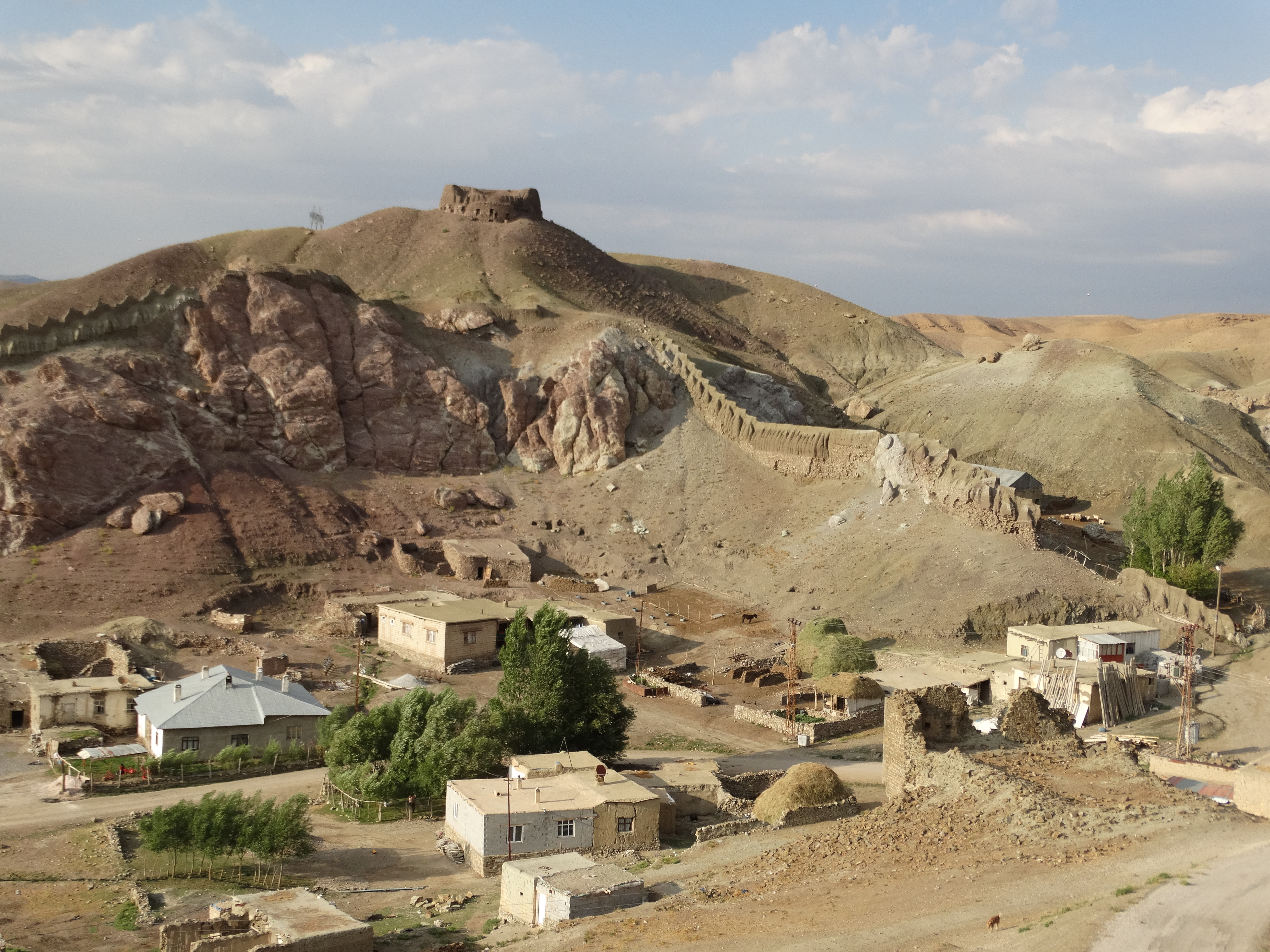
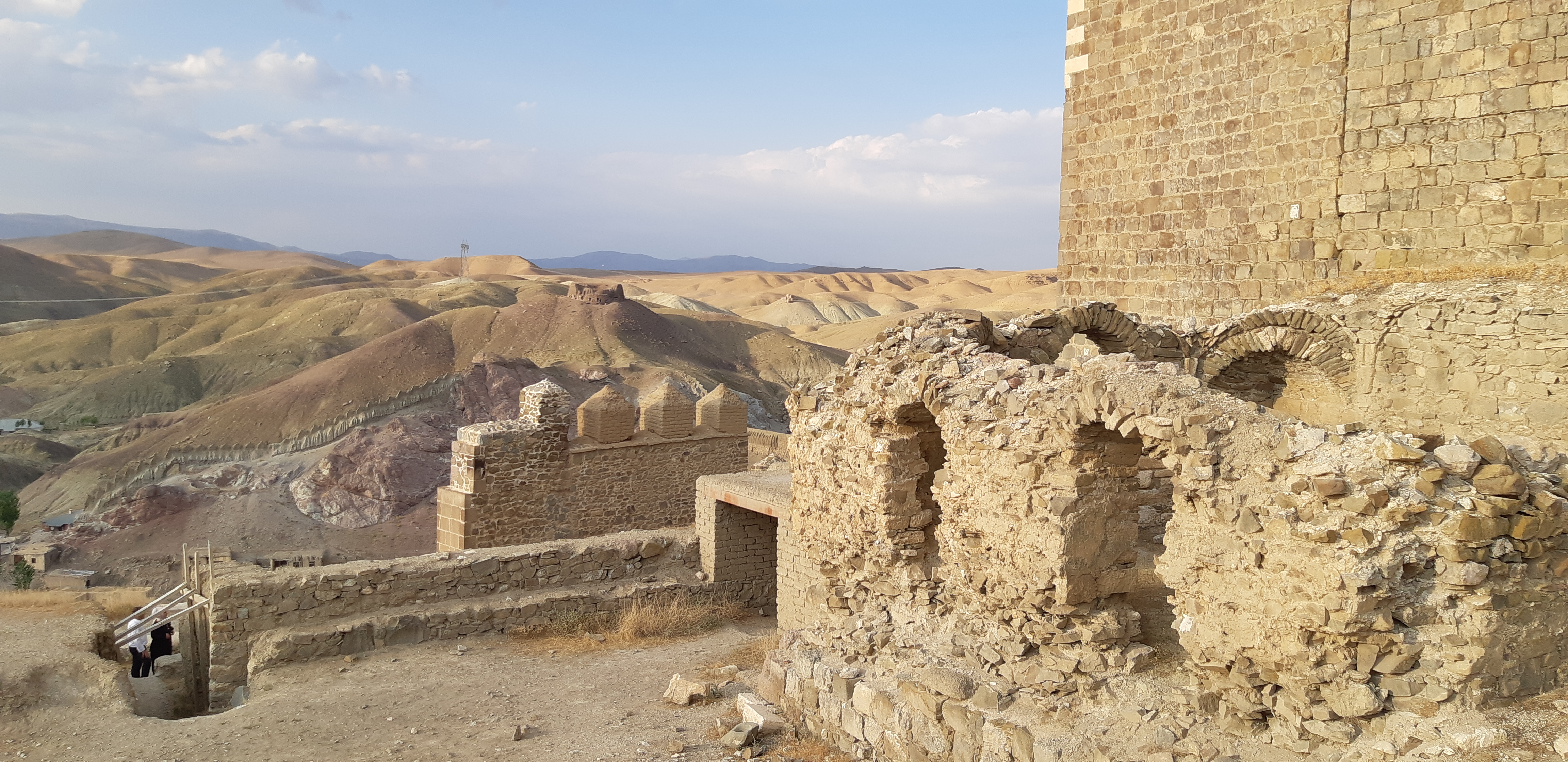

## Description
Le château était protégé  par une triple enceinte et toute la muraille orientée sud-est plonge directement au bas des rochers. Son entrée monumentale sculptée à entablement est la plus belle partie du monument. L’ensemble devait compter quelque 360 pièces, avec trois bains turcs, deux mosquées, un donjon, un souterrain, des citernes, des salles à provisions, des salles de jeux, etc.